# Манка, Альбино
Альбино Манка (англ. Albino Manca; Тертения, 31 декабря 1897 — Нью-Йорк, 15 января 1976) — американский скульптор итальянского происхождения. Автор монументальных скульптур, портретов, памятных медалей и ювелирных украшений.

## Италия. Начало творческого пути

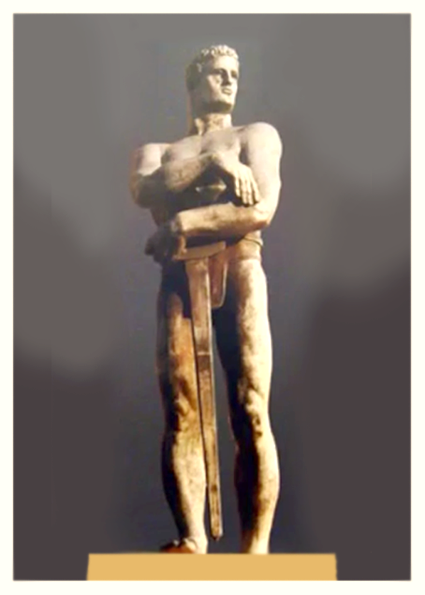
Альбино Манка. 1935 год.
Фигура воина на здании «Легиона карабинеров» в городе Кальяри.

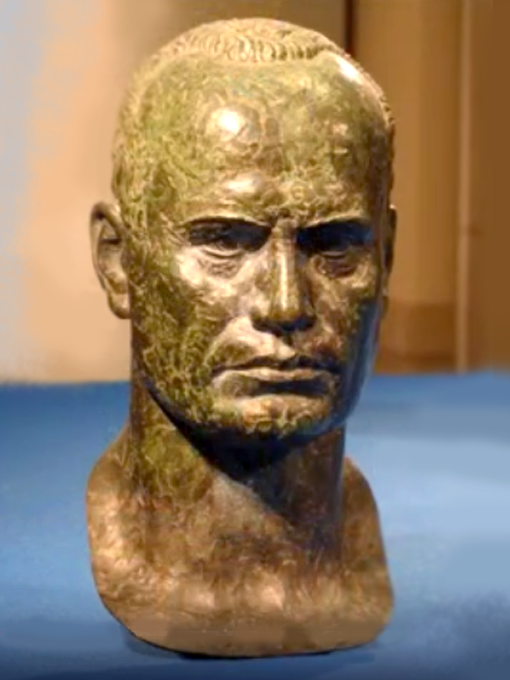
Портрет Бенито Муссолини.
Бронза. 1930 год.
Музей Альбино Манка в Тертении. Остров Сардиния.

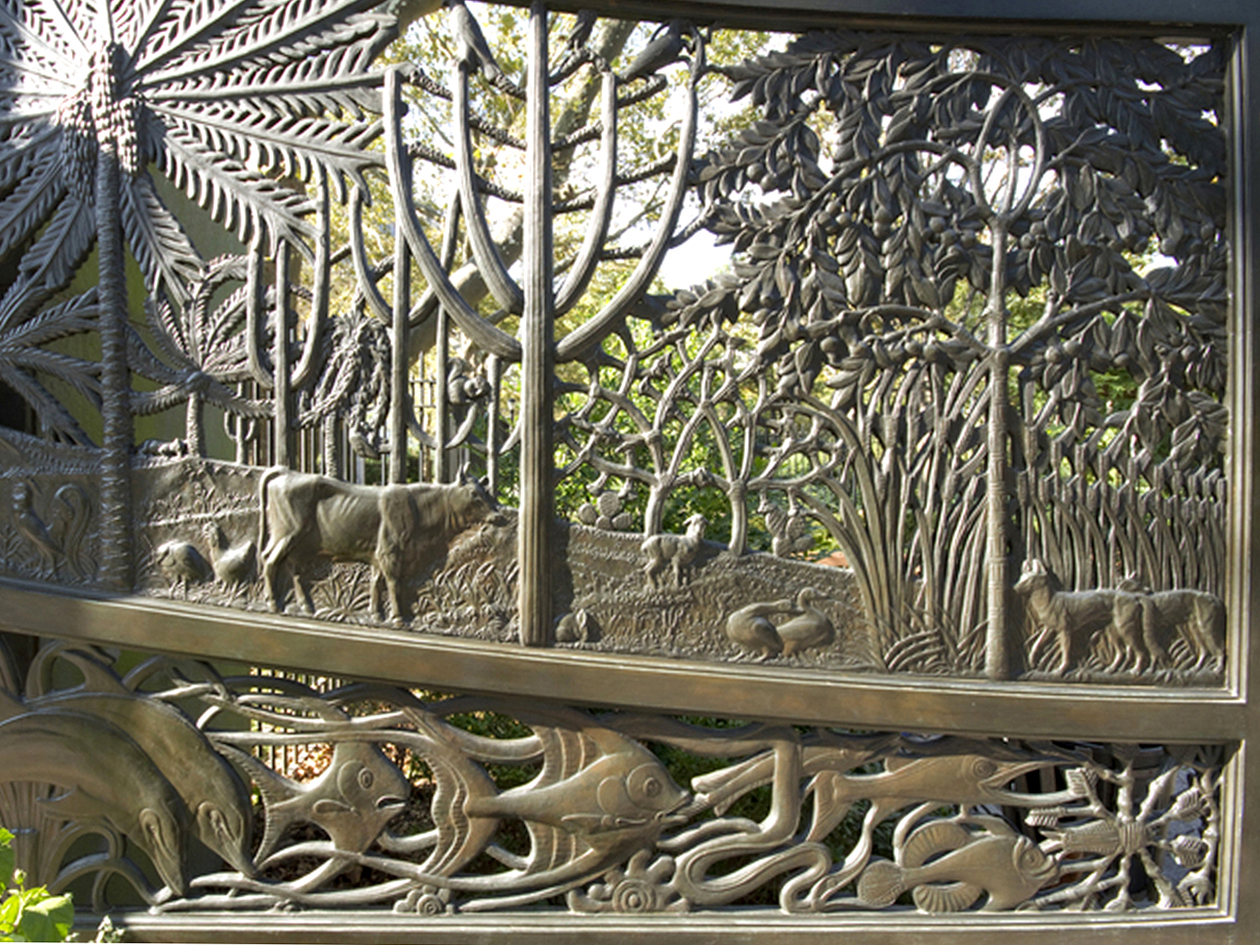
«Ворота Жизни» Детского зоопарка в Нью-Йорке. Бронза. 1968 год.

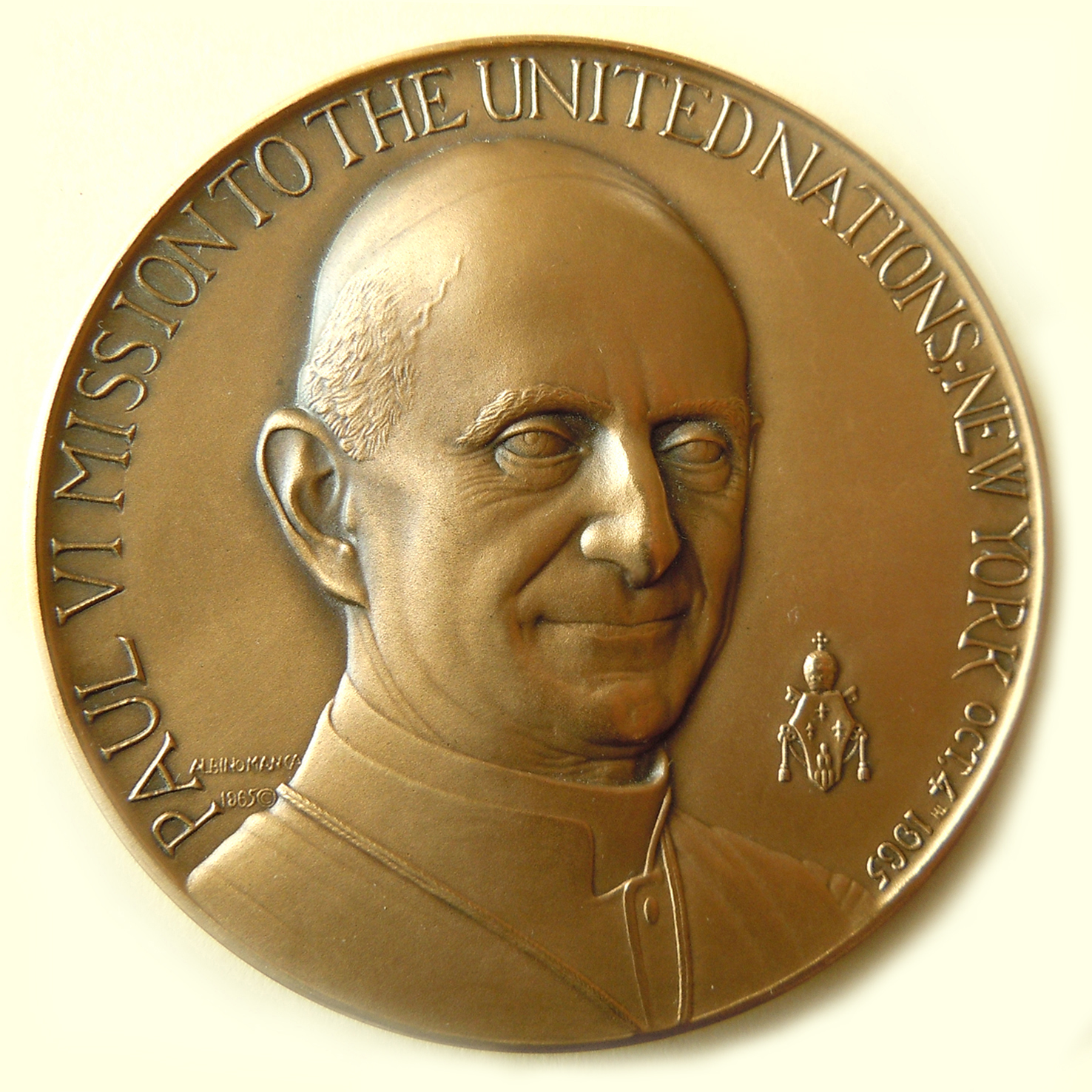
Альбино Манка. 1965 год.
Памятная медаль. Бронза.
Визит Папы Павла VI в ООН.

Альбино Манка родился в 1898 году в коммуне Тертения на острове Сардиния.
В 1918 году ушёл добровольцем на Первую мировую войну.
После возвращения с фронта Манка поступает в Римскую академию изящных искусств, которую окончил в 1926 году. Учился у известного итальянского скульптора Пьетро Канонника.
В Риме, благодаря поддержке меценатов (графов Леопарди), он стал посещать светское общество, развивая вкус к классике, который станет ключевым элементом его творчества.
К тому времени относятся многие портреты известных личностей (портрет герцогини Апулии в свадебном платье, портреты послов и итальянских аристократов), мраморные и бронзовые скульптуры.
Альбино Манка становиться художником, оцененным фашистским режимом. Скульптор создаёт несколько портретов Бенито Муссолини (в основном пропавших после падения фашизма) и некоторых членов Дома Савойи.
В 30-е годы художник работает в стиле, популярной в то время неоклассической монументальности, о чём свидетельствуют четыре гигантские бронзовые статуи, созданные для здания «Легиона карабинеров» в городе Кальяри.

## Первое посещение Нью-Йорка
В 1930 году, Джузеппе Гатти Касацца, бывший в то время директором Метрополитен-опера, приглашает скульптора посетить Нью-Йорк.
В Соединенных Штатах Альбино Манка знакомиться с мировым искусством и начинает работать в различных жанрах.
Скульптор работает над анималистической скульптурой. Создает «Пантеру» и «Газель с грушевым деревом«, которые были установлены  в Брукринском саду Джорджтауна в штате Южная Каролина.
После возвращения в Италию  участвует во Второй Римской Квадриеннале  1935 года, где его скульптура «Свящая девушка» (созданная в Соединённых Штатах), получает признание критики.

## Работа в Соединённых Штатах
В 1938 году Альбино Манка покидает Италию и переезжает в Нью-Йорк, поселившись в Гринвич-Виллидже – районе, пользовавшемся популярностью у людей искусства.
Творческая целеустремлённость помогла Альбино Манка справиться с трудностями первых лет пребывания в США и  проявить собственный талант.
Государственные  учреждения и частные лица стали заказывать у него памятники, портреты, ювелирные изделия и медали.
Альбино Манка принимает участие в выставках, таких как Всемирная выставка 1939 года в Нью-Йорке и выставка Итальянского искусства в Рокфеллер-центре (1940).
Создаёт серию памятных медалей, а в 1942 году  занимается декорированием «Почтового центра» Лиона в штате Джорджия.
В ходе этой работы скульптор познакомился с президентом Соединенных Штатов Франклином Делано Рузвельтом, и создаёт несколько его портретов.
Наивысшее признание пришло к скульптору в 1963 году, после победы на конкурсе по созданию мемориального комплекса морякам погибшим в Атлантическом океане (Военный мемориал восточного побережья).
Гигантский бронзовый орёл, работы Альбино Манки установлен в Бэттери-парке, на самом краю Манхэттана. 4 февраля 1963 года памятник был торжественно открыт президентом Кеннеди.
Бронзовая копия орла меньших размеров (подарок скульптора) украшает площадь Тертении.
Там же в 1963 году был открыт «Музей Альбино Манка», в котором хранятся, подаренные автором произведения из бронзы и мрамора, медали и картины, ювелирные украшения и эскизы.
В 1965 году, по случаю исторического визита Папы Павла VI в Организацию Объединенных Наций, Манка создал памятную бронзовую медаль.
В 1968 году, в Нью-Йорке,  мастер создаёт большие бронзовые «Ворота Жизни» Детского зоопарка c фигурами животных, олицетворяющими  царство природы.
Альбино Манка скончался в Нью-Йорке в 1976 году. Прах скульптора покоится на Сицилии в Тертении, на родине мастера.
| Здание легиона карабинеров в Кальяри |  | Бенито Муссолини |  | Воинский мемориал в Нью-Йорке |

## См. также

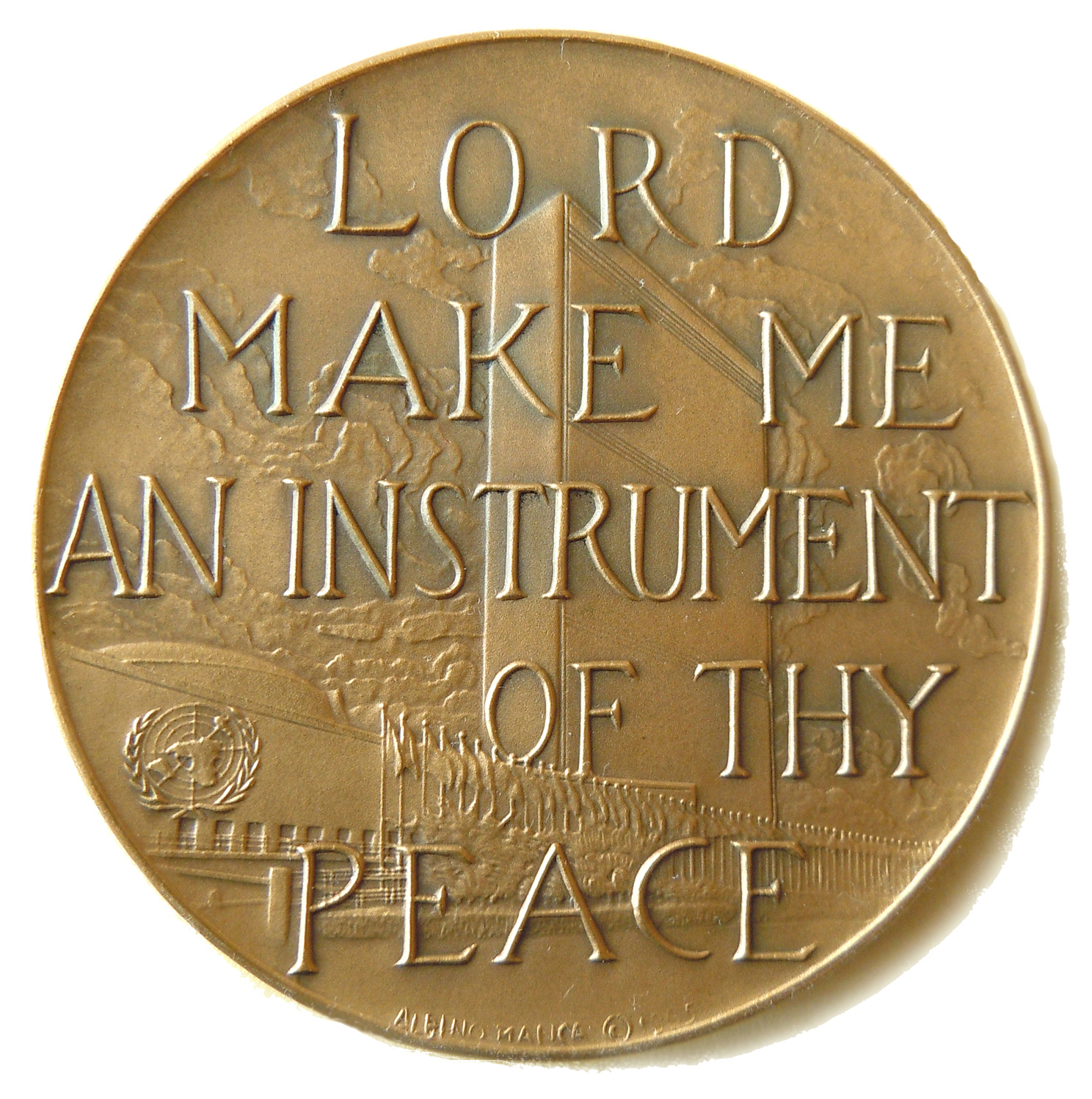
Альбино Манка. 1965 год.
Памятная медаль. Бронза.
Визит Папы Павла VI в ООН.
Слова молитвы Святого Франциска Ассизского:
Господи, удостой меня
быть орудием Мира Твоего!